# Topps
La Topps Company Inc. è un'azienda statunitense produttrice di caramelle, gomme da masticare e figurine.

## Storia
Fu fondata nel 1890 da Morris Shorin con il nome di American Leaf Tobacco Co., come produttrice di tabacco negli Stati Uniti, prese il nome di Topps Company nel 1938. Le prime figurine prodotte della Topps furono quelle riguardanti il baseball.

## Prodotti della Topps Company
- Stickers di baseball
- Calcio Merlin Pocket Collection
- Indiana Jones Heritage
- Roma Caput Mundi
- Stickers album Uefa Champions League (2015 - in corso)
- Stickers album F1 (2020 - in corso)
- Stickers album Uefa European Football Championship (2024 - in corso)